# Isfuglen
Isfuglen er en film instrueret af Arthur Christiansen.

## Handling
Isfuglen på en gren over åen. Den flyver fra gren til gren. Isfuglens redehul og rede med æg. Fiskende isfugl. Nærbilleder af en isfugl, der flyver fra og til samme gren under redebygning.